# Hermann Dessau
Hermann Dessau (Francoforte sul Meno, 6 aprile 1856 – Berlino, 12 aprile 1931) è stato uno storico dell'antichità ed epigrafista tedesco.

## Studi
Figlio del rabbino Samuel Dessau, Hermann studiò a Berlino dove fu allievo di Mommsen. Focalizzato il suo interesse sullo studio dell'epigrafia latina, intraprese un viaggio di ricerca attraverso l'Italia e il Nordafrica, nell'ambito del progetto a lungo termine Corpus Inscriptionum Latinarum (CIL), portato avanti dall'Accademia Prussiana delle Scienze.
Si laureò nel 1877 a Strasburgo e nel 1884 conseguì l'abilitazione all'insegnamento di storia antica a Berlino. Fu tra gli editori del CIL e, dal 1912, professore straordinario all'Università di Berlino. Dal 1917 fu professore onorario ma, a causa delle sue origini ebraiche, non poté mai ottenere, nella Germania guglielmina, la docenza ordinaria.
Era fratello del fisico Bernardo Dessau.

## Attività
Lavorando al progetto del Corpus Inscriptionum Latinarum licenziò diversi volumi. Dessau è  noto soprattutto per la Inscriptiones Latinae Selectae (ILS) una sua selezione di circa 10 000 iscrizioni latine (1892-1916), indicata a volte con Dessau o abbreviata con D.
Fu inoltre tra i curatori della Prosopographia Imperii Romani della stessa Accademia prussiana. Quale suo contributo allo studio della Historia Augusta, pubblicò nel 1889 il fondamentale saggio Sull'epoca e la personalità degli scrittori Historiae Augustae (1889).  Si devono alla sua firma circa 600 articoli specialistici sulla enciclopedia Pauly-Wissowa.
Ritiratosi dall'insegnamento si diede a scrivere la sua Geschichte der römischen Kaiserzeit (1924 - 1930) che rimase incompleta.

## Opere
- Über Zeit und Persönlichkeït der Scriptores historiae Augustae. In: Hermes 24 (1889), pp. 337ss., Testo online su Gallica.
- Inscriptiones Latinae selectae. (ILS) 3 vol. in 5 tomi. Weidmann, Berlin, 1892–1916.
- Geschichte der römischen Kaiserzeit. 2 vol. in 3 tomi. Weidmann, Berlin, 1924–1930